# Mere brother kī dulhan
Mere brother kī dulhan (lett. "La sposa di mio fratello"), conosciuto anche con l'abbreviazione MBKD, è una commedia romantica prodotta nel 2011 da Bollywood.

## Trama
Quand Luv, che vive a Londra, si lascia con la sua fidanzata, insiste che suo fratello Kush gli trovi una sposa. Kush attraversa tutta l'India per cercarla. Alla fine trova Dimple, una ragazza forte ed estroversa che aveva già incontrato in precedenza; Kush decide che Dimple è la ragazza perfetta per Luv. Dopo un incontro su webcam, Dimple e Luv si accordano per il matrimonio.
Ma durante i preparativi del matrimonio Kush e Dimple si accorgono di essersi innamorati l'uno dell'altro. Mettono in atto diversi piani per sposarsi ma falliscono ogni volta. Kush, allora, chiama Piyali, l'ex fidanzata di Luv, che li raggiunge a New Delhi. Luv si accorge che è ancora innamorato di Piyali e tutti e due scappano per sposarsi in segreto. Quando il padre di Dimple, Dilip Dixit, e il padre di Kush lo scoprono, per proteggere la loro reputazione decidono di far sposare Kush e Dimple. Per accettare, Kush e Dimple pongono come condizione che Luv e Piyali possano ritornare a casa. Dopo il matrimonio, Kush e Dimple dicono a Luv la verità che accetta volentieri.

## Produzione e distribuzione
Il film, che rappresenta il debutto nelle vesti sia di regista che sceneggiatore di Ali Abbas Zafar, vede Imran Khan, Katrina Kaif e Ali Zafar recitare nei ruoli principali. Prodotto e distribuito dalla Yash Raj Films, il film è stato lanciato le 9 settembre 2011. Malgrado le recensioni tiepide dei critici, il film ha avuto un grande successo.